# Usia florea
Usia florea is een vliegensoort uit de familie van de wolzwevers (Bombyliidae). De wetenschappelijke naam van de soort is voor het eerst geldig gepubliceerd in 1794 door Fabricius als Voluccella florea.

## Synoniemen
- Voluccella florea Fabricius, 1794
- Usia cuprea Macquart, 1834
- Usia gagathea Bigot, 1892